# Günther Wiese
Günther Wiese (* 12. März 1928 in Lohe-Rickelshof) ist ein deutscher Rechtswissenschaftler und Hochschullehrer.

## Leben
Der Sohn eines Oberamtsrichters studierte ab 1948 Rechtswissenschaft in Kiel und Freiburg im Breisgau (1952 erste juristische Staatsprüfung). Nach der Promotion 1954 an der Universität Kiel bei Arthur Philipp Nikisch und der zweiten juristischen Staatsprüfung 1956 wurde er 1957 am Bundesarbeitsgericht Kassel persönlicher Referent Hans Carl Nipperdeys, 1958 Regierungsrat, 1960 an die Universität Köln abgeordnet und 1962 Oberregierungsrat. Nach der Habilitation 1963 in Köln war er von 1965 bis 1996 Professor in Mannheim.

## Schriften (Auswahl)
- Der Ersatz des immateriellen Schadens. Tübingen 1964, OCLC 802930038.
- Das Initiativrecht nach dem Betriebsverfassungsgesetz. Neuwied 1977, ISBN 3-472-11069-4.
- Buchautoren als arbeitnehmerähnliche Personen. Zur Anwendung des § 12a TVG. Wien 1980, ISBN 3-214-00306-2.
- Genetische Analysen und Rechtsordnung unter besonderer Berücksichtigung des Arbeitsrechts. Neuwied 1993, ISBN 3-472-01718-X.